# Nautica Thorn

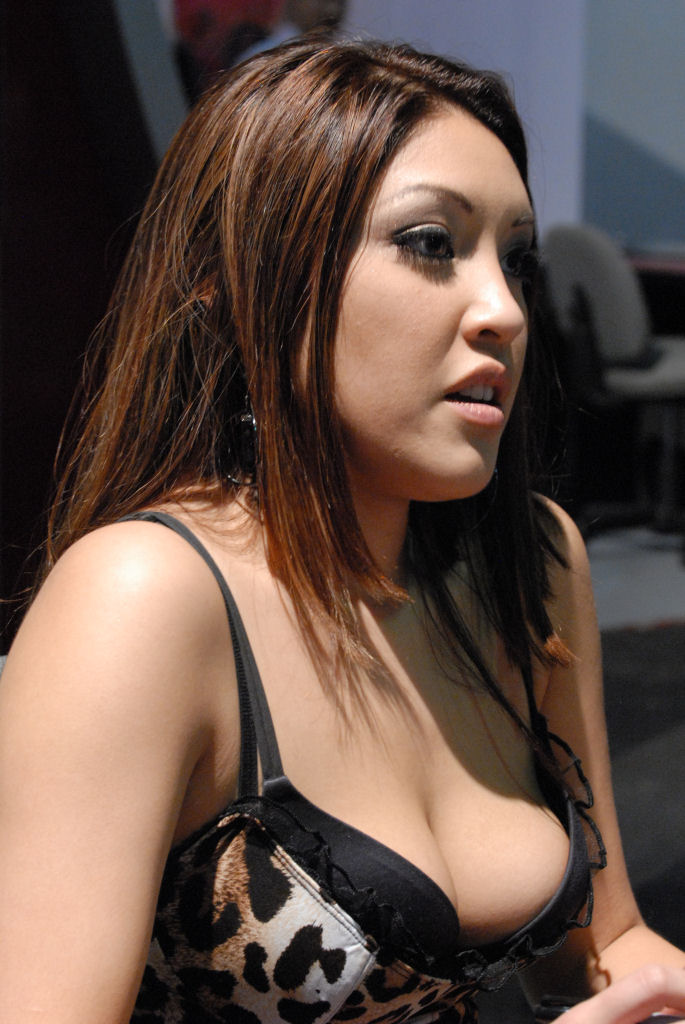
Nautica Thorn (2008)

Nautica Thorn oder nur Nautica (* 13. Juni 1984 in Waipahu, Hawaii als Shauna Tokumi) ist eine US-amerikanische Pornodarstellerin und -regisseurin.

## Leben
Nautica verließ im Alter von sechzehn Jahren ihre Heimat Hawaii. Zunächst arbeitete sie als Stripperin, später als Erotik-Model. Dabei stellte sie früh die Masturbation etwa mit Hilfe von Dildos dar. Einige Monate nach dem Beginn ihrer Modelkarriere wurde sie nach einem Striptease-Auftritt von einem Agenten für die Porno-Industrie angeworben und begann im Alter von achtzehn Jahren Pornos zu drehen.
Laut IAFD hat sie in 496 Filmen (Stand: Juli 2023) als Darstellerin mitgespielt, in sechs Filmen führte sie selbst Regie. Im Film Beim ersten Mal hatte sie einen Auftritt als Tänzerin.
Thorn hat unter anderen im preisgekrönten Film Babysitters mitgespielt. Zahlreiche Filme tragen ihren Namen im Titel. Sie hat für alle großen Studios der Branche gedreht z. B. Hustler, Evil Angel, Digital Playground, Gina Lynn Productions und Jill Kelly Productions.
Sie war bereits vier Mal für den AVN Award nominiert. Außerdem wurde sie 2007 in die Liste der Adultcon Top 20 Adult Actresses gewählt.

## Filmografie (Auswahl)
- 2003: Flesh Hunter 6
- 2004: Invasian! 1
- 2004: Nautica Thorn 1
- 2004: Jack’s Teen America 1 & 2
- 2004: Perfect Pink 18: Nautica And Jenna In Pink
- 2004: Worship This Bitch: Nautica Thorn Edition
- 2005: Jack’s Playground 26
- 2005: Invasian! 2
- 2006: Fly Spice: Fly Nautica
- 2007: Entering Nautica Thorn
- 2007: Nautica Thorn: All Access
- 2007: Babysitters
- 2007: Asian Fucking Nation 2
- 2007: Beim ersten Mal (als Stripperin)
- 2008: Blow Me Sandwich 12
- 2008: Kirsten’s Favorites
- 2009: Tribade Sorority
- 2010: Serviced with a Smile

## Auszeichnungen
- 2005: AVN Award Nominierung: Best Group Sex Scene (Film) – The Collector (mit Aria und Randy Spears)
- 2005: AVN Award Nominierung: Best New Starlet
- 2005: AVN Award Nominierung: Best Tease Performance – Fuck Dolls
- 2006: AVN Award Nominierung: Crossover Star of the Year
- 2007: Adultcon Top 20 Adult Actresses[3]